# مدیسون (ویرجینیا)
مدیسون (به انگلیسی: Madison) یک شهرک در ایالات متحده آمریکا است که در شهرستان مدیسون، ویرجینیا واقع شده‌است. مدیسون ۰٫۶ کیلومتر مربع مساحت و ۲۱۰ نفر جمعیت دارد و ۱۸۴ متر بالاتر از سطح دریا واقع شده‌است.